# Nontsikelelo Mutiti
Nontsikelelo Mutiti là một nhà thiết kế đồ họa và giáo dục. Công việc của cô tập trung vào thiết kế web, video, in ấn và sách nghệ thuật. Cô thường mang tóc tết trong công việc thiết kế của mình và "quan tâm đến sự khác biệt về sắc thái giữa các nền văn hóa đen". Công việc của cô bao gồm các tài liệu in cho Black Lives Matter.

## Giáo dục
Mutiti tốt nghiệp Học viện Nghệ thuật Vigital của Zimbabwe với bằng tốt nghiệp về nghệ thuật đa phương tiện vào năm 2007. Cô tốt nghiệp trường nghệ thuật Yale với chuyên ngành MFA về thiết kế đồ họa năm 2012.

## Đời sống
Mutiti sinh năm 1982 tại Harare, Zimbabwe.
Cô là người đồng sáng lập Trung tâm văn hóa Zimbabwe ở Detroit, nơi khuyến khích sự hợp tác giữa các nghệ sĩ ở Detroit và Zimbabwe.
Cô là người đồng sáng lập Black Chalk & Co với đối tác Tinashe Mushakavanhu.
Cô là giám đốc nghệ thuật và đồng sáng lập của Reading Zimbabwe, được thành lập vào cuối năm 2016, một kho lưu trữ kỹ thuật số của văn học Zimbabwe.
Mutiti là một trợ lý giáo sư tại Đại học Khối thịnh vượng Virginia thuộc khoa Thiết kế đồ họa. Cô sống và làm việc tại thành phố New York và Richmond, Virginia.

## Giải thưởng
- Joan Mitchell Foundation Nghệ sĩ mới nổi Grant (2015) [11]
- Học bổng du lịch tiếng Anh Alice Kimball (2012) [12]

## Triển lãm
- Bảo tàng nghệ thuật Metropolitan ở New York (2017)
- We Buy Gold in Brooklyn, New York
- Bảo tàng Whitney ở New York (2016)
- Bảo tàng Studio ở Harlem (2015)
- Ruka (Để bện / đan / dệt) Lưu trữ ngày 26 tháng 5 năm 2022 tại Wayback Machine tại Recess Art (2014)
- Phòng trưng bày Edwin ở Michigan
- Phòng trưng bày nghệ thuật Davenport của Yale
- Đại học Syracuse

## Công việc
Mutiti được biết đến nhiều nhất nhờ vào cuộc điều tra nghệ thuật của cô về các nghề thủ công kỹ thuật và thực hành xã hội về tết tóc và tự tạo kiểu ở cộng đồng người châu Phi. Ví dụ, trong một triển lãm năm 2014 tại Recess Art, Mutiti đã lấy cảm hứng từ không gian của một tiệm làm tóc ở châu Phi, như nó có thể được tìm thấy ở thành phố New York hoặc Harare. Mutiti tái tạo các dấu ấn thẩm mỹ như "những bức tường được sơn màu xanh lá cây hoặc màu cam sáng, tạp chí cắt ra từ những người nổi tiếng, người mẫu sản phẩm tóc, tờ rơi và áp phích từ các nhà thờ truyền giáo... [và] chiếc tivi đen nhỏ phổ biến đặt trên tủ Phim Nollywood. "  Lợi ích của Mutiti mở rộng từ tính thẩm mỹ của các tiệm làm tóc đến các hình thức cộng đồng và trao đổi diễn ra trong đó. Trong năm 2015, như một phần của Performa, cô đã làm việc cùng với Chimurenga và Trạm vũ trụ Pan châu Phi để tạo ra một salon pop-up chức năng đó đã tổ chức một loạt các cuộc hội thoại, trong đó có bài đọc từ những câu chuyện mà bị xử lý trực tiếp với hàng thủ công tóc như Tendai Huchu 's Thợ làm tóc của Harare, Dambudzo và Một ngày nào đó tôi sẽ viết về nơi này của Binyavanga Wainaina . 

### In
- AAA (áp phích gấp, 2012)
- Chủ đề (in màn hình trên gạch lin lin, 2012-2014)
- Đầu đọc tóc bện tóc châu Phi (tập sách ràng buộc xoắn ốc, in laser, 2014)
- Dự án Laundromat (2014)
- RIP Kiki (2016)
- Yêu cầu (2016)
- Cách mặc vải (áp phích gấp, vải, giấy, letterpress, 2016)
- Bootleg This (sách vải, bảng sách, sách in laser, đĩa compact, 2016)
- 1960 Miễn phí (in risograph và laser, ràng buộc xoắn ốc, 2016)
- Nghệ sĩ phụ nữ da đen cho cuộc sống đen vấn đề (BWAforBLM) (danh tính, biểu ngữ và phù du, 2016)